# 부여종합운동장
부여종합운동장(扶餘綜合運動場, Buyeo Stadium)은 대한민국 충청남도 부여군에 있는 스포츠 시설이다. 천연잔디 필드와 몬도트랙이 갖춰진 경기장이며, 2007년 10월에 준공되었다.

## 참고 문헌
- 《부여군 2020년 체육시설 현황》. 부여군청.
- 《2019년 전국 공공체육시설 현황 (2018년말 기준)》. 대한민국 문화체육관광부. 2020.
- 《2023 전국 공공체육시설 현황 (2022년 12월말 기준)》. 대한민국 문화체육관광부. 2024.